# Реау
Реау (нем. Rehau, в.-луж. Rězow) — город и городская община община  в Германии, в Республике Бавария.
Подчинён административному округу Верхняя Франкония. Входит в состав района Хоф.  Население составляет 9427 человек (на 31 декабря 2010 года). Занимает площадь 80,34 км². Официальный код — 09 4 75 162. Местные регистрационные номера транспортных средств (коды автомобильных номеров) (нем. Kraftfahrzeugkennzeichen) — HO (ранее: REH).
Община подразделяется на 6 городских районов.

## Население
По оценке на 31 декабря 2015 года население городской общины составляет 9335 человек.
| Дата      | 1840 | 1871 | 1900 | 1925 | 1939 | 1950  | 1961  | 1970  | 1987 | 2011 |
| --------- | ---- | ---- | ---- | ---- | ---- | ----- | ----- | ----- | ---- | ---- |
| Население | 4405 | 5221 | 6005 | 7875 | 8213 | 12069 | 11844 | 12335 | 9988 | 9416 |

| Год       | 1960  | 1970  | 1980  | 1990  | 2000  | 2009 | 2010 | 2011 | 2012 | 2013 | 2014 | 2015 |
| --------- | ----- | ----- | ----- | ----- | ----- | ---- | ---- | ---- | ---- | ---- | ---- | ---- |
| Население | 11689 | 12268 | 10760 | 10322 | 10301 | 9476 | 9427 | 9412 | 9374 | 9364 | 9303 | 9335 |

## Экономика
В городе расположена штаб-квартира компании Rehau.

## Культовые здания и сооружения

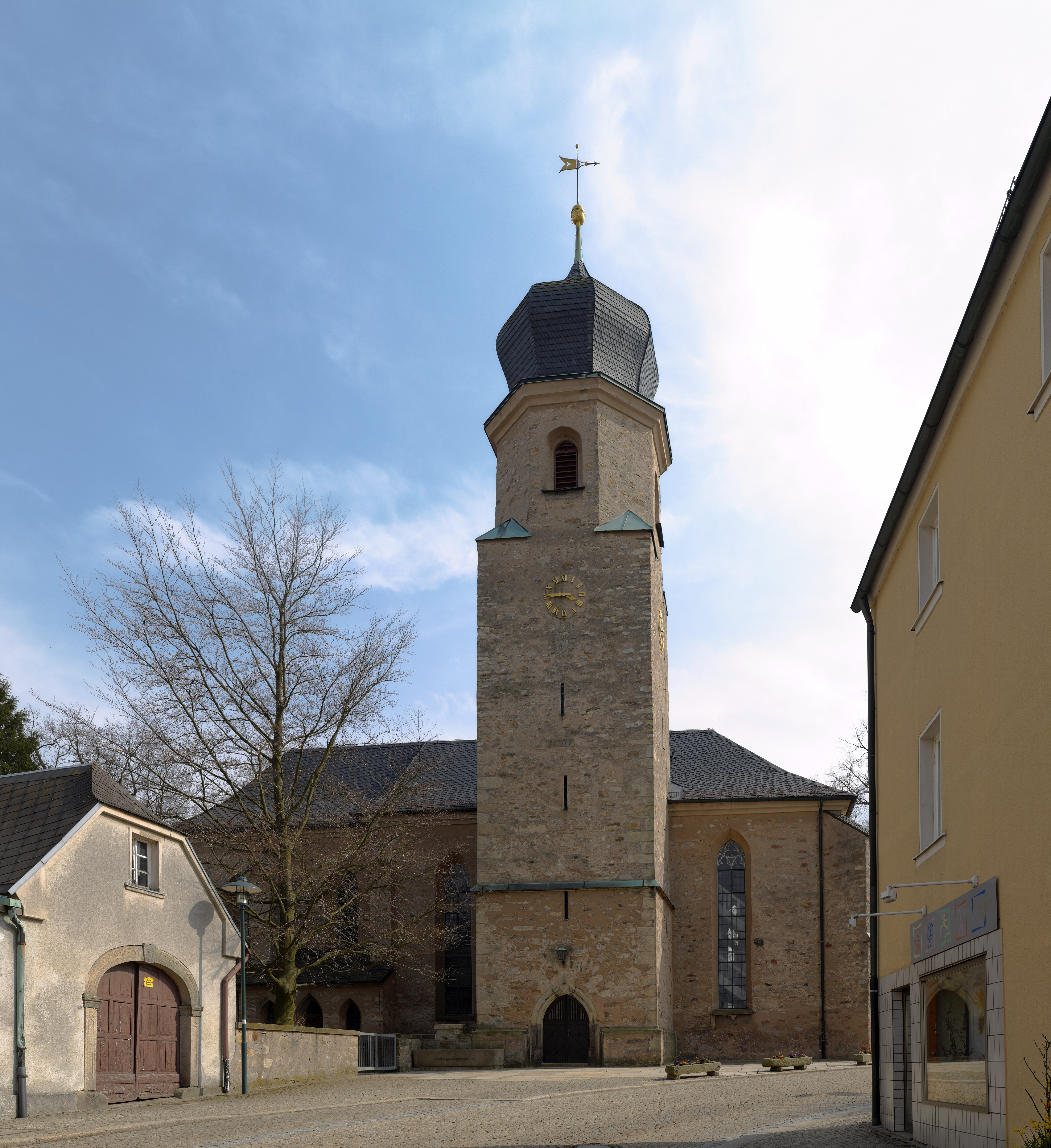
Церковь в Реау